# 紛争ダイヤモンド

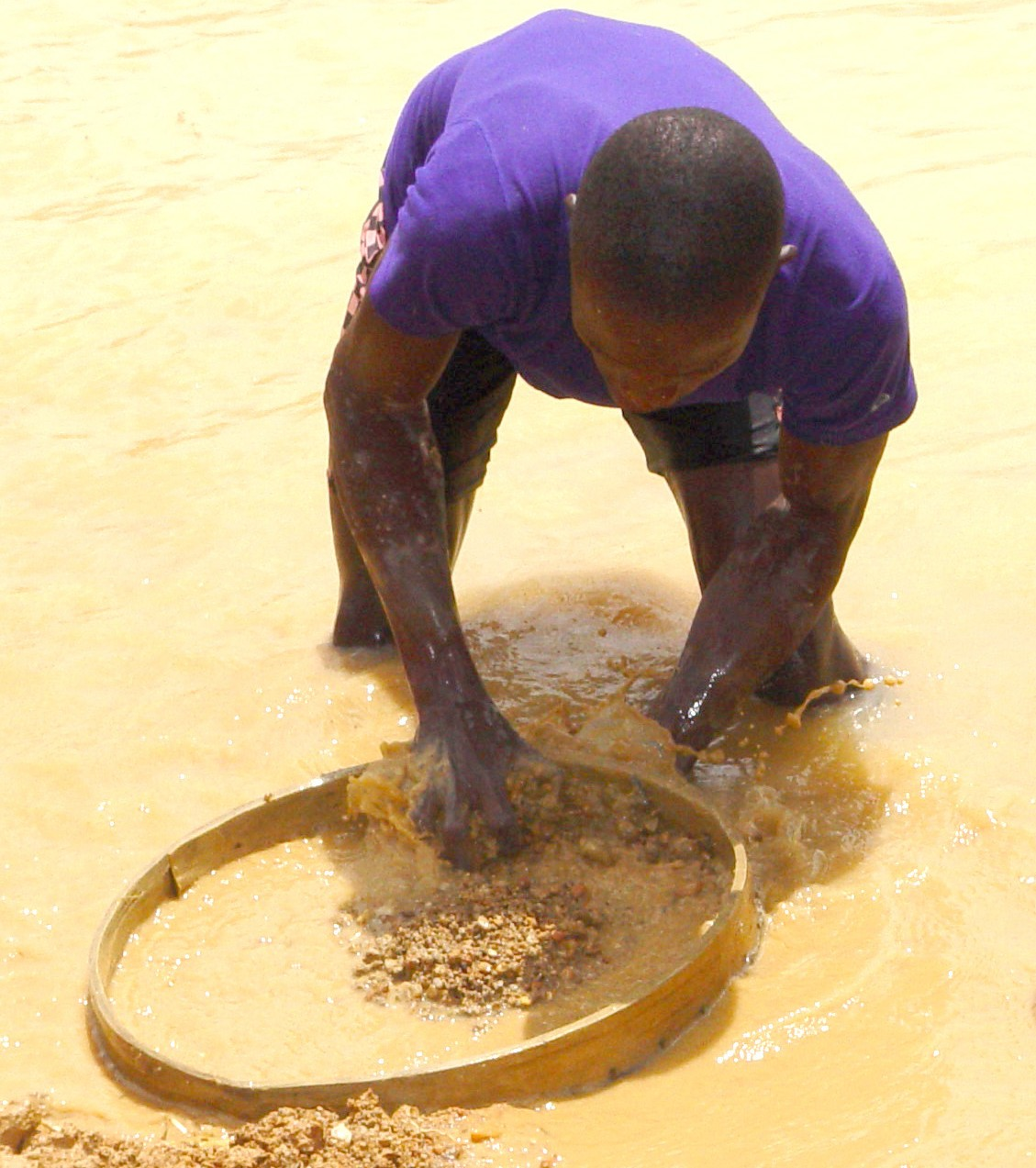
シエラレオネのダイアモンド鉱山の鉱夫

紛争ダイヤモンド（ふんそうダイヤモンド、フランス語: Diamants de conflits、英語: Conflict diamond）は、シエラレオネなど内戦地域で産出されるダイヤモンドをはじめとした宝石類のうち、紛争当事者の資金源となっているもの。血塗られたダイヤモンド (blood diamond)、汚れたダイヤモンド (dirty diamond)、戦争ダイヤモンド (war diamond)とも呼ばれる。

## 概要
ダイヤモンドなどの宝石は、国際市場で高値の取引が行われる。産出国にとっては貴重な外貨獲得資源となるが、その産出国が内戦など紛争地域だと、その国家は輸出したダイヤモンドなど宝石類で得た外貨を武器の購入に充てるため、内戦が長期化および深刻化することになる。とくに反政府組織はこれら鉱物資源による外貨獲得とそれによる武器購入を広く行っている。その際には罪のない人々を採掘に苦役させることから人道上も大きな問題がある。
これら内戦の早期終結を実現するには内戦当事国の外貨獲得手段を奪うのが有力な手立てであり、国際社会はそれに取り組むべきだとされる。内戦当事国に外貨が流れ込まないようにするために、内戦国から産出するダイヤモンドや宝石を「紛争ダイヤモンド」と定義し、サプライチェーンはそれらを取引しないことが求められている。

## 歴史
冷戦時代は東西両陣営が自陣営の味方となる反政府組織に武器を無償供与していたために、このような問題は起こらなかった。
冷戦終結後に、特に東側からの武器供与が打ち切られたために、反政府組織は武器商人から武器を買わなければならなくなった。そこで、ダイヤなどの宝石産出国の反政府組織は武器の代金を確保するために、宝石鉱山を占領・制圧して宝石を採掘して売るようになった。なお、武器は対立する組織双方に売られており、これがさらなる紛争の激化、生活レベルの低下をもたらしている。この生活レベルの低下は、鉱山労働者の賃金をさらに下げ、宝石価格の低下につながっている。このように、欧米諸国は武器の販売及び廉価な宝石の購入の双方で莫大な利益を上げてきた。

## 背景と国際社会の取り組み

### アンゴラ
アンゴラは、1975年にポルトガルから独立したが、アンゴラ解放人民運動 (MPLA) 派と、アンゴラ全面独立民族同盟 (UNITA) 派に別れ、内戦に突入した。内戦中、ダイヤモンドは、反乱軍 (UNITA) の財政を支えるために取引された。このため国際連合安全保障理事会は、1998年6月12日の安保理決議1173で、ダイヤモンド禁輸を以ってアンゴラに制裁を科した。国連がダイヤモンドを紛争の財政に寄与していると示した初めての決議だった。1990年代、総生産の20%は禁止された目的に、15%は事実上「紛争」に寄与していたと考えられている。ワールド・ダイヤモンド・カウンシルは、1999年までに、違法ダイヤモンド貿易は、世界全体の生産量の3.06%まで減少されたと推定し、2004年には、ほぼ1%にまで減少したと発表した。
アンゴラ内戦はのちに終結し、現在はアンゴラとのダイヤモンド取引は合法である。

### シエラレオネ
1999年、8年間の内戦後、シエラレオネ政府と革命統一戦線 (RUF) の間で交渉が行われ、終戦、全戦闘員の武装解除、挙国一致政府の樹立を定めたロメ合意 (Lome Peace Agreement) が結ばれるに至った。国連と西アフリカ諸国経済共同体が、合意の形成に貢献した。1999年10月22日の国連安保理決議1270で、国際連合安全保障理事会は、双方が合意を実施できるような状況を作れるように支援する国際連合シエラレオネ派遣団(UNAMSIL)を設置した。その後、2000年2月7日の決議1289で、UNAMSILは職員の数と実行する職務を増やし、同5月19日の決議1299で、UNAMSILは1万名を超える国際連合平和維持活動となった。
不法なダイヤモンドが、シエラレオネの紛争を激化させる役割を果たしているのを受け、国連安保理は2000年7月5日、決議1306号により、シエラレオネからの直接・間接を問わず、認証を通さない、シエラレオネ政府管理外のダイヤ原石輸入を禁止した。武器禁輸 (arms embargo) と、反政府組織関係者の海外渡航禁止(selective travel ban)は、すでに1998年6月5日時点で実施されている。(決議1171)
2000年7月31日と8月1日にかけ、シエラレオネに関する安保理決議第1132号（1997年）を受けて設立された安保理委員会の議長であるアンワルル・カリム・チョウドリー (Anwarul Karim Chowdhury) バングラデシュ国連大使が、初めての国連安保理による公聴会を取り仕切った（於:ニューヨーク）。公聴会には、国家だけでなく、地域組織、非政府組織、ダイヤモンド産業、関係する専門家たちが出席した。公聴会によって、不法なシエラレオネのダイヤモンド取引と、武器や関連物資の取引が、リンクしていることが明らかにされた。また、持続可能で、規定を守れる、シエラレオネのダイヤモンド産業を開発する方法についても話し合われた。
決議1306(2000年7月5日)により、2000年8月2日に、国連事務総長は専門家小委員会 (Panel of Experts) を設けた。小委員会の目的は、武器禁輸違反とダイヤモンド取引と武器と関連物資取引のつながりに関する可能性を示す情報を集めること、武器禁輸違反が疑われる飛行機を探知することを目的とした、西アフリカ地域の航空管制システムの適正化を考えること、そして、武器とダイヤモンド禁輸を強化する方法の観察と推薦を、2000年10月3日までに、国連安全保障理事会に報告することだった。マーティン・チュンオン・アヤフォー（Martin Chungong Ayafor, カメルーン）が小委員会の議長に任命された。他、アタバウ・ボディアン（Atabou Bodian, セネガル）、ヨハン・ペリマン（Johan Peleman, ベルギー）、ハルジット・シン・サンデュー（Harjit Singh Sandhu, インド）、イアン・スマイリー（カナダ）がメンバーに選ばれた。小委員会は、2000年12月19日、報告書を国連安全保障理事会に送った。(S/2000/1195). 2001年1月25日、第4264回の国連安全保障理事会で、専門小委員会の報告書について話し合われた。

### リベリア
1989年から2003年にかけて、リベリアは内戦に明け暮れていた。シエラレオネのRUFによる反乱を武器供与及び軍事訓練の両面で支援していたため、2000年にはリベリア大統領チャールズ・テーラーを国連が非難した。続く2001年にはリベリアのダイヤモンド取引に国連によって制裁が加えられた。2003年、テーラーは大統領職を追われたうえナイジェリアに追放され、その後はハーグで公判中の身になっている。2006年7月21日、テーラーは人道に対する罪と戦争犯罪に関して無罪を主張している。
リベリアは、現在平和になり、合法のダイヤモンド採掘産業を建設しようとしている。国連も制裁を解除し、リベリアは現在キンバリー・プロセス (Kimberley Process Certification Scheme) のメンバーである。

### コートジボワール
コートジボワールは、1990年代に、小規模のダイヤモンド採掘産業の開発を開始した。1999年に政府がクーデターで転覆し、内戦が始まった。以来、コートジボワールは、リベリアと、内戦ですさんでいたシエラレオネからのダイヤモンド輸出ルートとなり、海外からの投資は、コートジボワールから離れ始めた。不法取引を減少させるため、政府はダイヤモンドすべての採掘を中止し、国連安保理が、2005年12月に、コートジボワールからのすべてのダイヤモンド輸出禁止を決定した。

### コンゴ民主共和国
コンゴ民主共和国（旧ザイール）は、1990年代に内戦に明け暮れ、長らく苦しんできたが、キンバリー・プロセスのメンバーになり、世界の約8%のダイヤモンドを輸出している。デビアス社は、コンゴ民主共和国の加盟を手放しで喜んだ。キンバリー・プロセス以前、内戦が激化していた1990年代始めから中盤までの間に、完璧なDカラー (D colour) 200カラットのダイヤモンド、ミレニアムスター (Millennium Star) が発見され、その際デビアス社が購入している。

### コンゴ共和国
コンゴ共和国は、2004年に、国連の制裁を課された。公式なダイヤモンド採掘産業がないにもかかわらず、あまりに多くのダイヤモンドを輸出し、その産出元が明記されていないことが制裁の理由になっている。

## キンバリープロセス認証制度
国連は1998年に、初めて紛争ダイヤモンドを戦争資金の元になっていると指摘したが、ダイヤモンドの原産地を認証する制度を策定するために会議を招集したのは、ダイヤモンド産業側だった。2000年5月、南部アフリカのダイヤモンド生産国は、南アフリカのキンバリーで会合を開き、紛争ダイヤモンドの取引を停止でき、ダイヤモンドを購入する人はそのダイヤが暴力に加担していないものかを確かめることができる方法を策定した。
2000年7月19日、世界ダイヤモンド会議 (World Diamond Congress) が、アントウェルペンで開催され、ダイヤモンド産業が、紛争ダイヤモンドを防ぐための能力を強化する決議を採択した。決議は、ダイヤモンドの輸出輸入における認証システムを求め、すべての国に対し、公式に封印されたダイヤモンドのパッケージのみを受け入れる法の成立を求め、すべての国に紛争ダイヤモンドを移送したすべての者を刑に処すことを求めた。また、この決議により、紛争ダイヤモンド取引を行ったとされるすべての個人を、世界に24ある世界ダイヤモンド取引所連盟 (World Federation of Diamond Bourses) のダイヤモンド取引所から締め出すことになった。
2001年1月17日、1月18日、ダイヤモンド産業の関係者は会合を開き、新しい組織ワールド・ダイヤモンド・カウンシルをつくった。この新体制は、すべてのダイヤモンドの出処が、紛争と関係のないものであると認証する新しいプロセスのはしりとなった。
KPCSは、2002年3月13日に国連によって承認を与えられた。そして、政府、ダイヤモンド会社、NGOの2年の交渉の結果、2002年11月に、キンバリープロセス認証制度（KPCS）が採択された。

## キンバリー・プロセスの監視
キンバリー・プロセスの最大の弱点はその監視方法にある。どの国でも、キンバリー・プロセスの組織の長（南アフリカ）に手紙を送るだけでメンバーになることができる。つまりキンバリー・プロセスの水準に合うかどうかに関係なく、メンバーになることができる。要求を守らない国がキンバリー・プロセスのメンバーであるということは、まだ紛争ダイヤモンドがこのプロセスをすり抜けていることを意味している。

## 透明性
キンバリー機構は、各国にダイヤモンドの輸出入と取引高の記録を義務付けることで、各国政府の透明性を強化している。

## 各国・地域の動き

### アメリカ合衆国の政策
2001年1月8日、退任直前のクリントン大統領は、国連決議に呼応して、シエラレオネからのダイヤ原石禁輸の大統領令 13194を発令した。また、2001年5月22日、国連がシエラレオネからのダイヤ原石の抜け道となっていると名指しした、リベリアからのダイヤ原石禁輸の大統領令13213が、就任間もないブッシュ大統領により署名された。合衆国議会は、2003年4月25日クリーンダイヤモンド取引法 (Clean Diamond Trade Act) (CDTA) を制定、2003年6月29日、大統領令 13312として発令された。これは、ダイヤモンド最大の消費地である合衆国内での、キンバリープロセス認証制度の実効化を狙ったもので、このなかで「合衆国はダイヤモンド絡みの紛争根絶に対する責務を負っており、この法制化がその証左である」と謳っている。

### カナダの政策
1990年代、カナダ北部で、ダイヤモンドが多く埋蔵されている地域が発見され、カナダは、ダイヤモンド産業のキープレーヤーの一つとなった。カナダは、国内でダイヤモンドが発見される前から、アフリカの貧困対策などを支援する多くの活動に参加してきた。パートナーシップ・アフリカ・カナダは、アフリカの危機に対応するため、1986年に作られた。この団体は、合法なダイヤモンド産業を常態化し、改善するダイヤモンド・ディベロップメント・イニシアティブズの一端を担っている。
キンバリー・プロセスが、2000年5月に南アフリカで始まった時、カナダは、ダイヤモンド原石の輸出入と輸送に対処する、紛争ダイヤモンド取引を防止する法律をいくつか通過させるなど、キンバリー・プロセスを通過させるための主だった支援者だった。2002年12月、ダイヤモンド原石輸出入法 (Export and Import of Rough Diamonds Act) は、カナダ議会を通過した。この議員立法は、カナダを経由するダイヤモンド原石輸送、輸出入の管理システムとして作用している。また、キンバリー・プロセスは、ダイヤモンド原石認証のために最低限要求される項目であり、すべてのダイヤモンド輸送にも、認証が必要であるとしている。この認証制度はカナダ認証 (Canadian Certificate) と呼ばれ、現場の職員が、同法の必要項目に合わないすべてのダイヤモンドを没収する権限を与えている。

### ヨーロッパ諸国の政策
欧州連合は、その構成国の多くが旧宗主国であった歴史的背景もあって、開発援助を通じて多くのアフリカ諸国と密接な関係にある。2001年、EU内の経済、社会、そして、環境政策を担当する機関、EC (European Community) は、第三世界諸国内における紛争回避を目的としたプログラムの、4項目にわたる運用指針を採択した。
1. 紛争原因に対して、EU機関が連携して、プログラムのより効果的な運用を図ること。
2. ダイヤモンドや小火器の密輸のような紛争の火種を絶つため、より効果的な対策を探ること。
3. 迅速な対応を旨とすべきこと。
4. EU諸国にとどまらない国際的な連携をめざすこと。

このプログラムは、2001年6月、ヨーテボリ武力紛争防止プログラム (Gothenburg Program for the Prevention of Violent Conflicts) として発効することとなるが、このなかで、平和的な手段による紛争回避こそ、共通外交・安全保障政策や欧州安全保障防衛政策の目的に適うとしている。

### 報道など
アメリカ映画『ブラッド・ダイヤモンド』やラッパーのカニエ・ウェストが自らの楽曲「ダイアモンドは永遠に」で、この問題を取り上げたほか、日本ではテレビ番組『クローズアップ現代』（2000年11月15日放送）
で取り上げられた。

## 対抗する取り組み

### "紛争フリー" ダイヤモンド
紛争フリーダイヤモンドは、得た利益をいかなる戦争にも使用せず、倫理的な環境で採掘されたダイヤモンドを言う。採掘から消費者に届くまでの間、流通過程の全てが追跡可能であるもののみが、紛争フリーダイヤモンドとなる。紛争フリーダイヤモンドは、現在でも、清潔なダイヤモンドとして、国際ダイヤモンド市場で売られている。

### 紛争中立ダイヤモンド
慈善事業への寄付で購入されるConflict freeなダイヤモンドは、Conflict Neutralとして知られている。
紛争ダイヤモンドの最近の成長は、ダイヤモンドの販売や課金を適正な慈善活動に寄付するという、紛争中立 (conflict neutral) 的な考え方の入り口になった。"Conflict Neutral"という団体が、寄付先を登録し始め、3分の2がグローバル・ウィットネス (Global Witness) とアムネスティ・インターナショナル、赤十字社に分けられ、残りが他の慈善活動に分けられている。

## 反論
ダイヤモンド鉱山を個人的に所有するセネガル出身の歌手エイコンは、紛争ダイヤモンドは存在しないという個人的意見を公に述べている。しかし、後に紛争ダイヤモンドの存在を認め、自身が紛争ダイヤモンドの使用を避けることに専念しているアフリカ鉱山の部分所有者であると発言した。

## 関連した問題
錫石、コルタンや金などについても、しばしば、紛争ダイヤモンドと同じ方法で売られている（紛争鉱物）。
もう一つの関連した問題は、シエラレオネの子供たちを働かせてダイヤモンドの採掘をさせることや、インドの子供たちにダイヤモンドを磨かせることである。朝鮮民主主義人民共和国の政治犯収容所において子供が炭鉱強制労働に従事させられているとして、日本の非政府組織「アジア調査機構」が禁輸を呼びかけている。

### 紛争地域における違法薬物の密造
類似した現象として、武装勢力が麻薬等の違法薬物の密造と密売によって軍資金を得ることもある。たとえばコロンビアのコロンビア革命軍（FARC）はコカの栽培とコカインの精製を行っており、これを密輸して多額の利益を得ている他、コロンビア国内のコカインカルテルとも協力関係にある。
また、アフガニスタンを中心とする黄金の三日月地帯ではソ連撤退後に起こった内戦以降、ムジャーヒディーンの各派閥やターリバーンなどがケシの栽培とアヘンの精製を軍資金稼ぎに利用しており、2007年には世界のアヘンの82%がアフガニスタンで生産されたとも言われる。
朝鮮民主主義人民共和国のように、国際的に承認された国家が、武器その他を購入するための外貨を稼ぐために、政府の管理下のもとに覚せい剤の密造と密売を行っているケースもある。

## 脚註
1. 1 2 3 4 5 6 7  紛争ダイヤモンド Conflict diamonds ワールド・ダイヤモンド・カウンシル - DiamondFacts.org 2006年11月5日閲覧
2. 1 2   安保理決議1173号 Security Council Resolution 1173. United Nations. (1998)
3. 1 2  キンバリー管理:どの程度効果があるのか? The Kimberley Controls: How Effective? アフリカ・カナダパートナーショップ (Partnership Africa Canada) 2007年1月7日閲覧
4. ↑  ダイヤモンド生産量推計1999年 ワールド・ダイヤモンド・カウンシル 2006年11月5日閲覧
5. 1 2  紛争ダイヤモンド Conflict diamonds ワールド・ダイヤモンド・カウンシル - DiamondFacts.org 2006年11月5日閲覧
6. ↑  国連安保理決議第1270号 原文 1999年10月22日
7. ↑  The Heart Of The Matter Sierra Leone, Diamonds & Human Security Partnership Africa Canada (PAC), accessed November 5, 2006
8. ↑  無色透明な最高級のカラー（ダイヤモンドのカラー等級 (Diamond color#Grading the normal color range) ）
9. ↑  Background キンバリープロセスWebサイト, 2006年12月8日閲覧
10. ↑  安保理決議1295号 Resolution 1295 （2000年） (PDF)  国連安全保障理事会2000年4月18日。この決議で、安保理は安保理決議1173（1998年）に含まれる対策の実行を容易にする管理システムを構築することを目的とし、専門家の会議が招集されることを歓迎する」(←翻訳不十分)原文:Welcomes the proposal that a meeting of experts be convened for the purpose of devising a system of controls to facilitate the implementation of the measures contained in resolution 1173 (1998), including arrangements that would allow for increased transparency and accountability in the control of diamonds from their point of origin to the bourses, emphasizes that it is important that, in devising such controls, every effort be made to avoid inflicting collateral damage on the legitimate diamond trade, and welcomes the intention of the Republic of South Africa to host a relevant conference this year en:Blood diamond 04:48, 10 May 2007}
11. ↑  Fact#6 ワールド・ダイヤモンド・カウンシル website - DiamondFacts.org, 2006年12月8日閲覧
12. 1 2  ダイヤモンドのリーダーたちが、アフリカの戦争の財政的に支える「紛争宝石」禁止に合意した Diamond leaders in pact to ban 'conflict gems' funding African wars CNN.com, 2000年7月19日付, 2006年12月9日閲覧
13. ↑  エリ・イジャコフ Eli Izhakoff, ワールド・ダイヤモンド・カウンシル 第1回年次総会 Chairman's Report ワールド・ダイヤモンド・カウンシル Webサイト, 2006年11月6日閲覧
14. ↑  UN Resolution 56/263 - The role of diamonds in fueling conflict: breaking the link between the illicit transaction of rough diamonds and armed conflict as a contribution to prevention and settlement of conflicts (PDF)  UN 96th plenary meeting, 13 March 2002, 2006年11月6日閲覧
15. 1 2  http://www.fatalransactions.org/natres/kimberly/[リンク切れ]
16. ↑  “Canadian Policy and Laws Regarding Blood Diamonds” (英語). Stop Blood Diamonds 2018年4月8日閲覧。
17. ↑  “追跡“汚れたダイヤモンド” - NHK クローズアップ現代 全記録”.   NHK. 2022年5月2日閲覧。
18. ↑  “Welcome to The Conflict-Free Diamond Council!”. 2013年2月1日時点のオリジナルよりアーカイブ。 Template:Cite webの呼び出しエラー：引数 accessdate は必須です。
19. ↑  “Akon Interview with Howard Stern part 4 of 4”. 2018年4月8日閲覧。
20. ↑  “Akon: So what if I own a diamond mine?” (英語). The Independent. (2007年2月16日) 2018年4月8日閲覧。
21. ↑  “Was your sparking diamond produced by child slaves or polished by bonded children?”. 2017年10月6日時点のオリジナルよりアーカイブ。 Template:Cite webの呼び出しエラー：引数 accessdate は必須です。
22. ↑  “北朝鮮産「血塗られた鉱物」の禁輸を実現しよう！」” (日本語). 加藤健の「天を回せ！ ロビー活動で挑む」 2018年4月8日閲覧。　加藤は代表

### 映画
- 『ブラッド・ダイヤモンド』 - 紛争ダイヤモンドについてリアルに描写した映画。
- 『ロード・オブ・ウォー』/『007 ダイ・アナザー・デイ』 - 武器取引の代金として紛争ダイヤモンドが登場する。

### ゲーム
- 『銃声とダイヤモンド』 - 紛争ダイヤモンドがキーアイテムとなる交渉をテーマにしたアドベンチャーゲーム。
- 『Far Cry 2』- プレイヤーが貰う報酬は、まさしく紛争ダイヤモンドである。
- 『メタルギアソリッドV』- 紛争ダイヤモンドとアンゴラ内戦がテーマになっている。

### 漫画
- 『ロケットマン』 - 第1話「R is for ROCKET」は紛争ダイヤモンドが主題となっている。

### 音楽
- 『Diamonds From Sierra Leone』 -カニエ･ウェスト(現･イェ)による楽曲｡シャーリー･バッシーの「Diamonds Are Forever」をサンプリングしており､内容の一部にダイヤモンドの採掘が行われているシエラレオネ共和国の惨状を訴えかける詩が含まれている｡